# Chodov (okres Karlovy Vary)
Chodov (německy Gängerhof) je obec v okrese Karlovy Vary v Karlovarském kraji. Žije v ní 124 obyvatel. Asi 2,5 kilometru severovýchodně od vesnice leží evropsky významná lokalita Bečovské lesní rybníky.

## Historie
První písemná zmínka o vesnici pochází z roku 1785.

## Obyvatelstvo
Při sčítání lidu v roce 1921 ve vsi žilo 527 obyvatel (z toho 225 mužů) německé národnosti, kteří se kromě jednoho člověka bez vyznání hlásili k římskokatolické církvi. Podle sčítání lidu z roku 1930 měla vesnice 547 obyvatel německé národnosti a římskokatolického vyznání.
| Rok            | 1869 | 1880 | 1890 | 1900 | 1910 | 1921 | 1930 | 1950 | 1961 | 1970 | 1980 | 1991 | 2001 | 2011 | 2021 |
| -------------- | ---- | ---- | ---- | ---- | ---- | ---- | ---- | ---- | ---- | ---- | ---- | ---- | ---- | ---- | ---- |
| Počet obyvatel | 682  | 664  | 675  | 630  | 582  | 527  | 547  | 191  | 280  | 186  | 124  | 113  | 109  | 105  | 104  |
| Počet domů     | 92   | 92   | 93   | 94   | 95   | 97   | 107  | 73   | 59   | 49   | 40   | 42   | 46   | 45   | 49   |

## Obecní správa
Mezi lety 1850–1974 Chodov byl obcí v okrese Karlovy Vary (1850–1890), posléze v okrese Teplá (1900–1930), poté v okrese Toužim (1950) a později opět v okrese Karlovy Vary. Od 1. ledna 1975 do 31. prosince 1991 patřil jako část města k Bečovu nad Teplou a od 1. ledna 1992 je opět samostatnou obcí.